# Granada, Nicaragua
Granada är en kommun (municipio) och stad i Nicaragua med 123 697 invånare i kommunen. Den ligger cirka 47 km sydost om Managua vid västra stranden av Nicaraguasjön, i departementet Granada. Granada är en av Amerikas äldsta städer och med många fina hus i kolonial stil är det en populär turistort.

## Geografi
Kommunen gränsar till kommunerna Tipitapa och San Lorenzo i norr, till Nicaraguasjön i öster, till Nandaime i söder samt till kommunerna Diriomo, Diriá,  Catarina, Masaya och Tisma i väster.

## Natur
Staden Granada ligger vid foten av den 1 344 meter höga vulkanen Mombacho, som är kommunens högsta punkt.

## Historia
Granada grundades 1524 av spanjorerna under ledning av Francisco Hernández de Córdoba. Staden grundades bredvid indiansamhället Jalteva som 1525 hade 8 000 invånare. Jalteva är nu en stadsdel i Granada men är alltså äldre än själva staden.
Sedan 2003 är Granada uppsatt på landets förhandslista (tentativa lista) över planerade världsarvsnomineringar

## Kända personer från Granada
- Elena Arellano Chamorro (1836-1911), reformpedagog
- Jorge Navas Cordonero (1874-1968), skulptör
- Ernesto Cardenal (1925-), författare, präst, befrielseteolog, kulturminister
- Armando Morales (1927-2011), konstnär[7]
- Dennis Martínez (1955-), basebollspelare